# Irakli Tscharkwiani
Irakli Tscharkwiani (georgisch ირაკლი ჩარკვიანი; * 19. November 1961 in Tiflis, Georgische SSR; ✝ 24. Februar 2006 ebenda), auch bekannt unter seinem Pseudonym Mepe (მეფე, „König“), war ein georgischer Musiker, Poet und Prosaautor. Tscharkwiani war für sein ausgefallenes Erscheinungsbild, seine exzentrische Poesie und seine eklektische Musik bekannt, die ein breites Spektrum von Alternative Rock über Elektronische Musik bis hin zu Hip-Hop abdeckte. Im Alter von 44 Jahren starb er aufgrund von Herzproblemen.

## Biographie
Tscharkwiani wurde in Tiflis, der Hauptstadt der damaligen Georgischen SSR, in eine prominente Familie hineingeboren. Sein Vater, der Journalist und Diplomat Gela Tscharkwiani, war der georgische Botschafter im Vereinigten Königreich und Irland. Sein Großvater Kandid Tscharkwiani war von 1938 bis 1952 der Erste Sekretär des Zentralkomitees der Kommunistischen Partei Georgiens. Sein Urgroßvater war der bekannte georgische Künstler Mose Toidse.
Er absolvierte ein Studium an der Fakultät für westeuropäische und amerikanische Literatur an der Staatlichen Universität Tiflis. Sein musikalisches Debüt im Jahr 1976, mit dem Indie-Rock-Projekt Arishi, blieb weitgehend unbemerkt, doch seine spätere Band Taxi feierte größere Erfolge und nahm 1988 ein gleichnamiges Album auf. In den späten 1980er Jahren wurden einige von Tscharkwianis Texten und Kurzgeschichten, bekannt für ihren rebellischen Charakter, in der georgischen literarischen Presse veröffentlicht. Zu dieser Zeit kollaborierte Tscharkwiani mit Kote Kubaneischwili, um den Reactive Club (georgisch რეაქტიული კლუბი), ein „revolutionäres Kunstkollektiv“, das dem akzeptierten sowjetischen Poesiestil zuwiderlief und eine Reaktion „gegen den Provinzialismus“ war, zu gründen.
In den frühen 1990er Jahren entwickelte sich Tscharkwiani zu einem der führenden Künstler in der alternativen und elektronischen Szene Georgiens. Als Anführer der Projekte Children's Medicine (1991–1992) und Georgian Dance Empire (1993) trat er in ganz Georgien sowie im Ausland auf, insbesondere in Moskau und im osteuropäischen Raum. Tscharkwianis Solo-Debütalbum Svan Song wurde 1993 in Deutschland aufgenommen und hatte einen signifikanten Einfluss auf die georgische alternative Musik des Jahrzehnts. 1995 komponierte er Musik für den Spielfilm Orpheus' Death. Tscharkwiani nahm 1997 sein zweites Album Apren auf, gefolgt der Single Sakartvelo 1999 und den Alben Amo und Savse, jeweils 2001 und 2004. Ungefähr zu dieser Zeit entschied er sich für den Künstlernamen Mepe, Georgisch für „König“. Tscharkwiani verfasste außerdem verschiedene Gedichte, Geschichten und einen Roman.
Tscharkwiani wurde am 24. Februar 2006 leblos in seiner Wohnung aufgefunden. Die Todesursache seien Herzprobleme gewesen. Er hinterließ einige unveröffentlichte Lieder, die 2007 auf dem Album Dzirs Mepe („Nieder mit dem König“) erschienen.
Im Mai 2013 wurde Irakli Tscharkwiani posthum der georgische Schota-Rustaweli-Staatspreis für „seinen signifikanten Beitrag für die Entwicklung moderner georgischer Kultur“ verliehen.
Am 19. November 2016 wurde im Tifliser Stadtzentrum ein Denkmal für Irakli Tscharkwiani enthüllt.

## Literarische Werke
- Personal Letters, Intelekti Publishing, 2015
- A Calm Swim, Logos Press 2006, Intelekti Publishing, 2014
- Author's Columns Interviews, Intelekti Publishing, 2011
- Old Toys, Siesta Publishing House, 2009, 2012
- Mepe Irakli's Poetry, Siesta Publishing House, 2008, 2011.
- Dahinschwimmen. Aus dem Leben eines Königs, Dağyeli Verlag, Berlin 2018